# Pava Lars Nilsson Tuorda
Pava Lars (Pava-Lasse) Nilsson Tuorda, född 25 december 1847 i Tuorpon sameby, död 4 april 1911 i Pietsetjuoppom, Jokkmokk, var en polarfarare från Tuorpon sameby.
Adolf Erik Nordenskiöld organiserade Svenska Grönlandsexpeditionen 1883 för att undersöka Grönlands inland. Till expeditionen rekryterade han därför två samer från Tuorpon sameby i Jokkmokks kommun, Pava Lars Nilsson Tuorda och Anders Rassa för att ha med expeditionsmedlemmar med stor skidvana. De genomförde från den 27 juli 1883 en skidtur 230 kilometer inåt land och kunde konstatera att ingen isfri del kunde upptäckas. Skidturen var 460 kilometer lång och gjordes på 57 timmar med endast ett par timmars uppehåll i en grop för att skydda sig mot en storm.
Uppgifterna om Tuordas och Rassas skidtur möttes med skepsis, då det ansågs omöjligt att tillryggalägga ett sådant avstånd på sådan tid. Adolf Erik Nordenskiöld organiserade då, med finansiellt stöd av Grönlandsexpeditionens mecenat Oscar Dickson ett långlopp på skidor i Jokkmokkstrakten, som senare fått namnet Nordenskiöldsloppet och som återupptogs som arrangemang 2016. Loppet gick fram och tillbaka mellan Jokkmokk och Kvikkjokk och var 220 kilometer långt. 18 deltagare – samer och nybyggare – startade den 3 april 1884 klockan 18 i Purkijaur. Pava-Lasse Tuorda vann etappriset i Kvikkjokk, dit en klunga anlände strax efter klockan fyra på morgonen. De tävlande fortsatte tillbaka efter 30–60 minuters uppehåll. Tuorda kom också först tillbaka till målet i Purkijaur. Sluttiden blev 21 timmar och 22 minuter, fem sekunder före tvåan Amma Ränta Amundsson.
Han gifte sig 1885 med Ristin Jovasdotter Spik (1865–1930). Paret hade två barn, födda 1884 och 1893.